# Lac Estagnol
Le lac Estagnol  est un  lac pyrénéen français situé administrativement dans la commune de Barèges dans le département des Hautes-Pyrénées en région  Occitanie.
Le lac a une superficie de 2 ha pour une altitude de 2 235 m, il atteint une profondeur de 3 m.

## Géographie

### Topographie
| Pic des Crampettes (2 484 m) | Lac dets Coubous            |                      |
| Pic d'Astazou (2 622 m)      | lac Estagnol                | Crête de la Touatère |
|                              | Pic de la Mourèle (2 679 m) |                      |

## Protection environnementale
Le lac fait partie d'une zone naturelle protégée, classée ZNIEFF de type 1 : Massif en rive gauche du Bastan et de type 2 : Vallées de Barèges et de Luz.

## Voies d'accès
Le lac Estagnol est accessible par un sentier de randonnée parallèle au GR10. Il faut ainsi emprunter, depuis le parking du Pont de la Gaubie, à l'Ouest du Col du Tourmalet, une section du GR10. Après environ 2 km, le GR10 continue sur la gauche tandis qu'un sentier montant à droite permet d'accéder au lac dets Coubous (2 041 m). Ce sentier continue jusqu'à la hourquette d'Aubert, pour rejoindre le GR10 au niveau des lacs d'Aubert et d'Aumar.

## Images

Sélection de vues du lac.
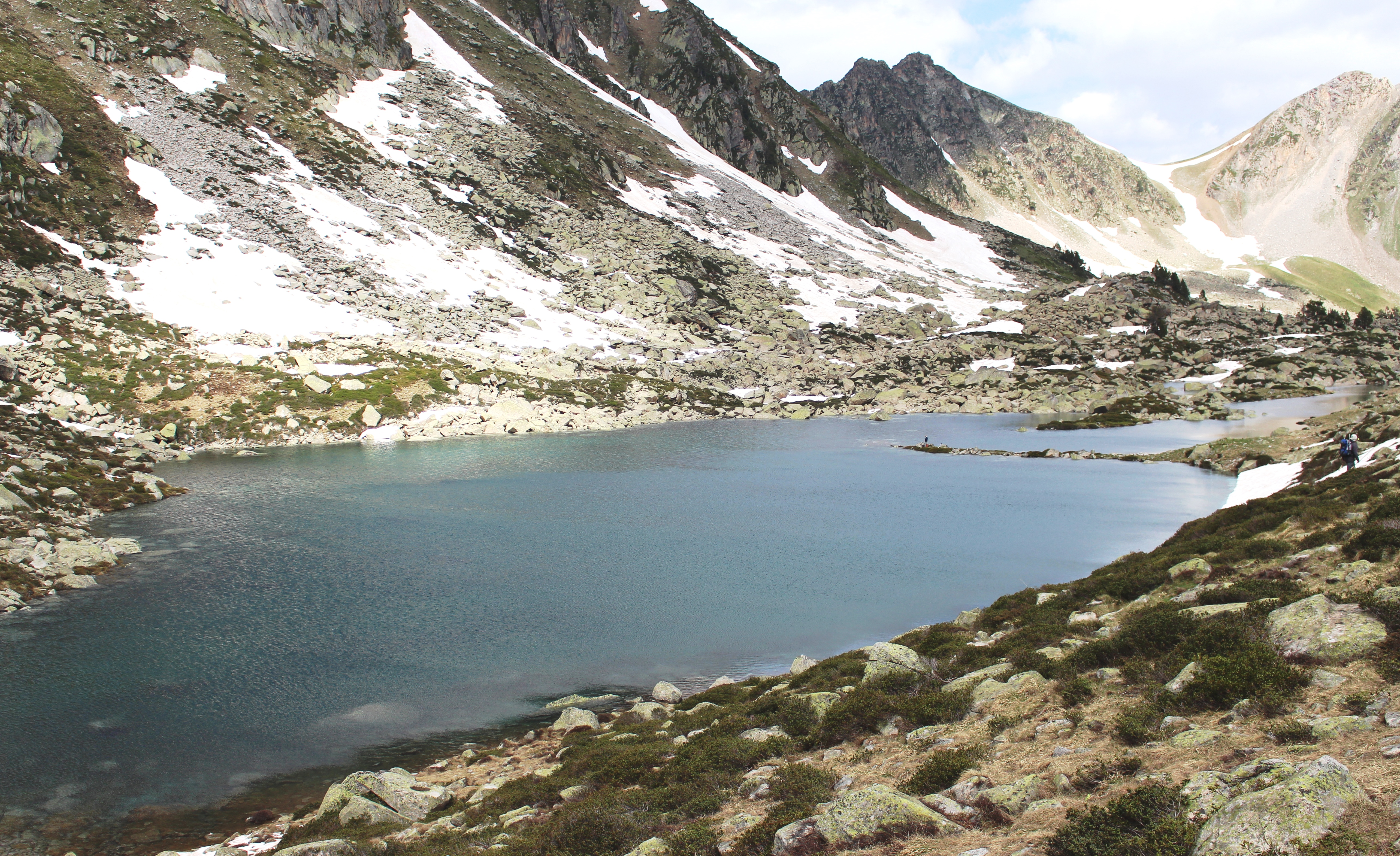
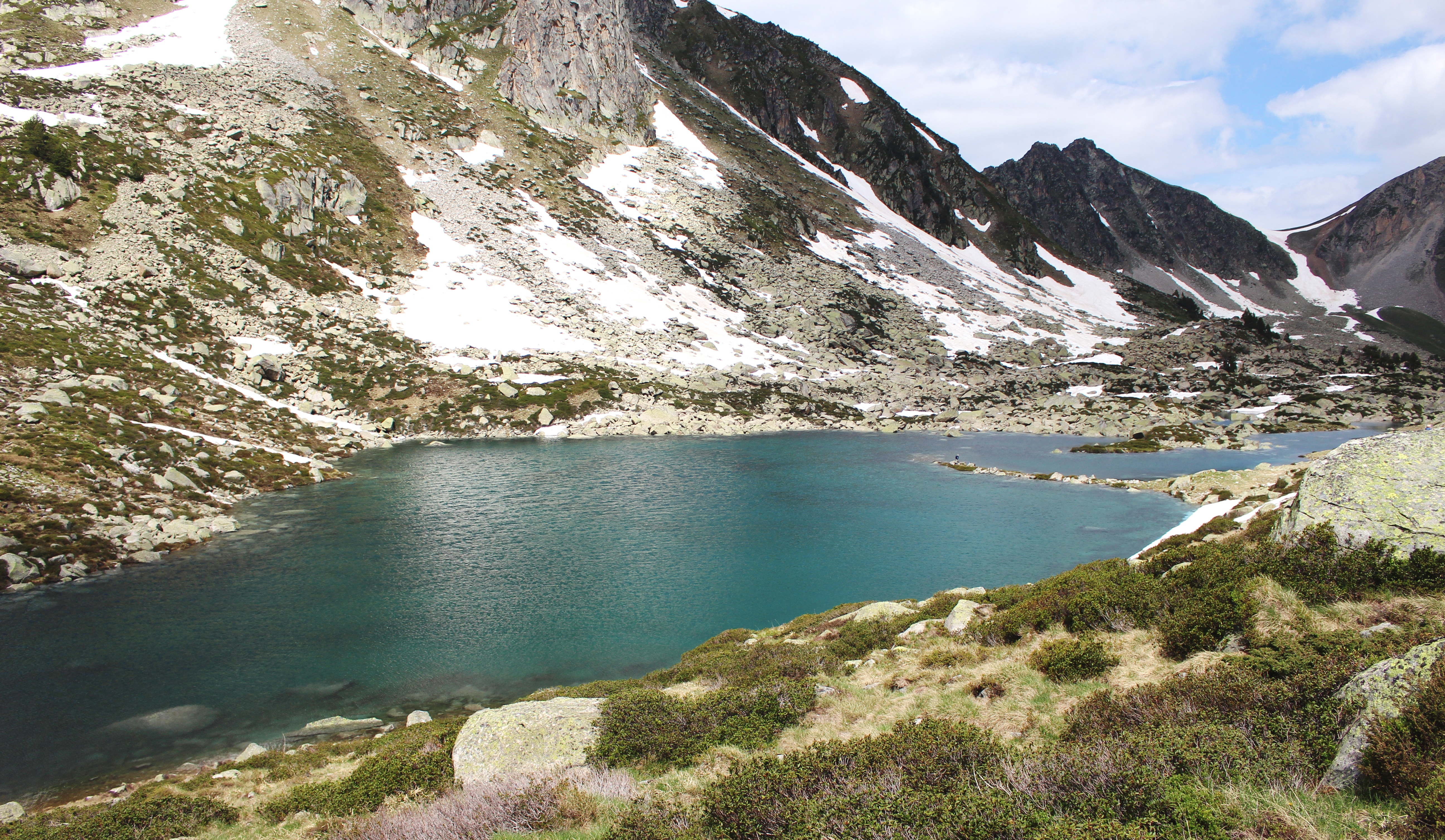